# اور بانگا
اور ماکسیمیلیانو داوید بانگا (اسپانیایی: Éver Maximiliano David Banega‎؛ زاده ۲۹ ژوئن ۱۹۸۸) بازیکن فوتبال اهل آرژانتین است. که در باشگاه فوتبال نیولز اولد بویز آرژانتین در پست هافبک بازی می کند.

## افتخارات
بوکاجونیورز
- جام لیبرتادورس: ۲۰۰۷

والنسیا
- کوپا دل ری: ۲۰۰۷–۰۸

سویا
- لیگ اروپا: ۱۵–۲۰۱۴، ۱۶–۲۰۱۵, ۲۰–۲۰۱۹
- کوپا دل ری نایب قهرمان: ۲۰۱۷–۱۸

آرژانتین زیر ۲۰ سال
- جام جهانی فوتبال زیر ۲۰ سال: ۲۰۰۷

آرژانتین زیر ۲۳ سال
- بازی‌های المپیک تابستانی: ۲۰۰۸

آرژانتین
- کوپا آمریکا نایب قهرمان: کوپا آمریکا ۲۰۱۵, کوپا آمریکای قرن

انفرادی
- تیم منتخب لیگ اروپا: ۱۵–۲۰۱۴, ۱۶–۲۰۱۵[۱]